# Спасатель Василий Бех (судно)
Рятівне буксирне судно «Рятувальник Василь Бех», раніше СБ-739 (рос. Спасатель Василий Бех) — російське рятувальне буксирне судно проєкту 22870 Чорноморського флоту Російської Федерації.
17 червня 2022 року знищений ВМС України в акваторії Чорного моря.

## Історія будівництва
Проєкт рятувального буксирного судна 22870 розробило конструкторське бюро «Вимпел» у Нижньому Новгороді. Призначений для порятунку та буксирування аварійних кораблів та суден, що зазнають лиха, гасіння пожеж на суднах і берегових об'єктах, відкачування води та подачі електроживлення на аварійне судно, евакуації екіпажу й надання першої медичної допомоги постраждалим, виконання водолазних робіт на глибинах до 60 м, ведення та обстежувальних робіт, а також збору нафтопродуктів.
Рятувальне буксирне судно СБ-739 заклали на стапелі ВАТ «Астраханський судноремонтний завод», філії Центру судноремонту «Зірочка», заводський № 008. Спущене на воду 2 серпня 2016 року, восени 2016 року по внутрішніх водних шляхах 18 листопада 2016 року було відбуксироване до Севастополя.
16 січня 2017 року судно пройшло ходові випробування.

## Технічні характеристики

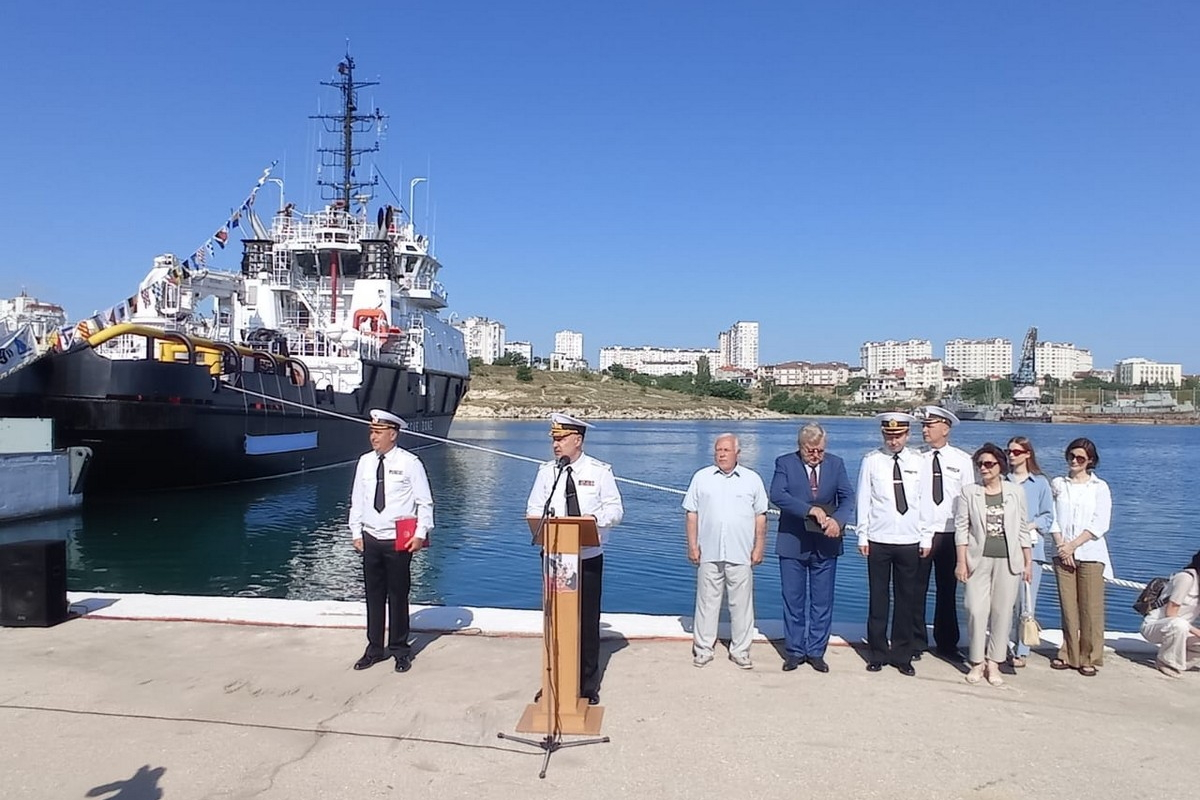
Церемонія підйому прапора на рятувальному буксирі «Рятувальник Василь Бех»

- Водотоннажність: 1670 т.
- Розміри: довжина — 57 м, ширина — 14 м, осадка — 3,2 м.
- Швидкість повного ходу: 14 вузлів.
- Силова установка: дизель-електрична, 2х2720 к. с. електродвигуна, 2 гвинто-кермові колонки.
- Екіпаж: 26 осіб.

Рятувальне обладнання — лебідка, гак, вантажопідйомні пристрої, 1 водолазний комплекс з барокамерою, засоби пожежогасіння — 3 лафетні стволи продуктивністю по 500 м³ /год. Безлюдний підводний апарат «Марлін-350» з глибиною роботи до 400 метрів. На борту судна є 36 місць для тих, що рятуються.

## Історія служби
7 березня 2017 року на судні підняли прапор і його включили до складу Чорноморського флоту як СБ-739 у 1-й групі 145-го аварійно-рятувального загону ЧФ з базуванням на бухту Стрілецьку (Севастополь).
19 квітня 2021 року судно отримало назву — «Рятувальник Василь Бех» на честь капітана 1-го рангу Василя Федоровича Беха (1958—2021), заслуженого військового спеціаліста Російської Федерації, головного інженера управління пошукових та аварійно-рятувальних робіт (УПАСР) Чорноморського флоту ЧФ) раніше служив у складі 145-го аварійно-рятувального загону ЧФ. Церемонія підйому прапора відбулася 14 червня 2021 року в Севастополі, у бухті Стрілецька, на причалі аварійно-рятувального загону Чорноморського флоту. Рятувальне буксирне судно активно використовували за штатним призначенням.
У червні 2021 року «Рятувальник Василь Бех» брав участь у навчаннях, де судна та кораблі Аварійно-рятувального загону Управління пошукових та аварійно-рятувальних робіт (УПАСР) Чорноморського флоту відпрацювали алгоритм дій при умовній аварії підводного човна, внаслідок якого він отримав внутрішні пошкодження і ліг на ґрунт.
В другій половині 2021 року було проведено доковий ремонт. В січні 2022 року судно вийшло з бази Балтійськ і, виконавши плавання навколо Європи «з виконанням поточних та раптово поставлених командуванням завдань бойової служби», прибуло до Севастополя.

### Повномасштабне російське вторгнення 2022 року
17 червня 2022 року стало відомо, що Військово-Морські сили Збройних сил України знищили буксир «Рятувальник Василь Бех» в акваторії Чорного моря. Буксир транспортував на острів Зміїний боєприпаси, озброєння та російських військових. Також на буксирі був розміщений зенітний ракетний комплекс «Тор», або для захисту як штатне ППО корабля, або просто для транспортування на острів Зміїний.
За повідомленням голови Одеської обласної державної адміністрації Максима Марченка буксир вразила ракета Гарпун, що також підтверджується опублікованим згодом відео знищення. Того ж дня підбитий корабель пішов на дно.

## Відомі командири
- капітан Андрій Барабохін[2].

## Втрати
З відкритих джерел та публікацій журналістів відомо про деякі втрати складу екіпажу «Василя Беха» під час вторгнення в Україну:
| п/п | Прізвище, ім'я, по-батькові                                                   | Звання             | Дата народження | Дата смерті                               |
| --- | ----------------------------------------------------------------------------- | ------------------ | --------------- | ----------------------------------------- |
| 1.  | Бадун Сергій Михайлович (рос. Бадун Сергей Михайлович)                        | 3-й механік        | 07.09.1973      | 17.06.2022                                |
| 2.  | Гавриленко Андрій Вікторович (рос. Гавриленко Андрей Викторович)              | 2-й електромеханік | 26.01.1961      | 17.06.2022                                |
| 3.  | Кустов Сергій Федорович (рос. Кустов Сергей Фёдорович)                        | судновий лікар     | 08.04.1961      | 17.06.2022                                |
| 4.  | Манойленко Геннадій Володимирович (рос. Манойленко Геннадий Владимирович)     | водолаз 1 класу    | 28.04.1977      | 17.06.2022                                |
| 5.  | Нефєдовська Світлана Володимирівна (рос. Нефедовская Светлана Владимировна)   | кухар судновий     | 09.11.1975      | 17.06.2022                                |
| 6.  | Шмаргун Костянтин Павлович (рос. Шмаргун Константин Павлович)                 | старший матрос     | 27.10.1965      | 17.06.2022                                |
| 7.  | Краснокутський Сергій Олександрович (рос. Краснокутский Сергей Александрович) | матрос 1 класу     | 14.07.1973      | 02.07.2022 (помер у шпиталі ім. Бурденко) |